# 4 июля
4 июля — 185-й день года (186-й в високосные годы) по григорианскому календарю.
До конца года остаётся 180 дней.
До 15 октября 1582 года — 4 июля по юлианскому календарю, с 15 октября 1582 года — 4 июля по григорианскому календарю.
В XX и XXI веках соответствует 21 июня по юлианскому календарю.

## Праздники и памятные дни
См. также: Категория:Праздники 4 июля

### Национальные
- Италия — День Джузеппе Гарибальди.
- Латвия — День памяти жертв геноцида еврейского народа.
- Норвегия — День рождения королевы Сони Харальдсен.
- Руанда — День Освобождения.
- Северные Марианские Острова — День освобождения.
- США — День независимости.
- Украина — День судебного эксперта.
- Украина — День Национальной полиции Украины[2].
- Филиппины — День Республики[англ.].

### Религиозные
Католицизм
 — Память блаженной Катрин Жарриж;
 — память святой Изабеллы Португальской;
 — память святого Ульриха Аугсбургского;
 — память Одо Кентерберийского;
 — память Берты Артуасской.
 Православие
 — Память мученика Иулиана Тарсийского (ок. 305);
 — обре́тение мощей преподобного Максима Грека (1996);
 — память священномученика Терентия, епископа Иконийского (I);
 — память преподобных Иулия, пресвитера, и Иулиана, диакона (V);
 — память мучеников Арчила II, царя Иверского (744), и Луарсаба II, царя Карталинского (1622) (Грузинская православная церковь);
 — память священномученика Иоанна Будрина пресвитера (1918);
 — память преподобного Георгия (Лаврова), исповедника, архимандрита Даниловского (1932);
 — память священномучеников Алексия Скворцова, Павла Успенского и Николая Розанова пресвитеров, преподобномученика Ионы (Санкова), иеромонаха (1938);
 — память мученика Никиты Сухарева (1942).

### Именины
- Католические: Берта, Изабелла, Ода/Одо, Ульрих.
- Православные: Алексей, Анастасий, Анастасия, Антоний, Арчил, Афродисий, Василиса, Георгий, Дато, Иван, Иона, Келсий, Луарсаб, Максим, Марионилла, Никита, Николай, Павел, Руф, Терентий, Феодор, Юлиан, Юлий.

## События
См. также: Категория:События 4 июля

### До XIX века
- 414 — сестра малолетнего императора Феодосия II Пульхерия принимает титул августы и становится регентом вместо префекта Антемия.
- 1054 — вспышка сверхновой звезды в созвездии Тельца, результат которой — Крабовидная туманность.
- 1631 — в Париже открылось первое агентство по занятости — адресное бюро.
- 1776
  - Учреждена Галерея Альбертина в Вене.
  - Подписана Декларация независимости США.
- 1784 — император Священной Римской Империи Иосиф II аннулировал конституцию Венгрии и повелел перевезти венгерскую корону в Вену.

### XIX век
- 1817 — в США начато сооружение канала Эри, соединяющего одноимённое озеро с рекой Гудзон.
- 1832
  - В Бостоне детским хором впервые исполнен патриотический гимн «Америка».
  - В Санкт-Петербурге основан Зоологический музей.
- 1855 — вышло первое издание сборника стихов Уолта Уитмена «Листья травы».
- 1862 — во время пикника Чарльз Доджсон начал рассказывать Алисе Лидделл историю о девочке, побежавшей вслед за кроликом в Страну чудес. Десятилетняя девочка стала настаивать, чтобы он записал всю историю. Доджсон последовал совету и под именем Льюиса Кэрролла написал книжку «Алиса в Стране чудес».
- 1865 — Алиса Лидделл получила первый подарочный экземпляр книги «Алиса в Стране чудес».
- 1874 — построен первый мост через Миссисипи.
- 1876 — в Сан-Франциско открылась первая в мире выставка электротехнических товаров.
- 1878 — введение в Российской империи института урядников (нижние чины уездной полиции, ближайшие помощники становых приставов).
- 1886 — в городке Прескотт (штат Аризона) американский ковбой Буффало Билл продемонстрировал первое соревнование по родео.
- 1892 — в государстве Самоа произошло два 4 июля подряд, поскольку по распоряжению короля Самоа перешло в часовой пояс, находящийся на 24 часа назад — к востоку от линии перемены дат[7], чтобы облегчить торговлю с США.
- 1894 — вопреки сопротивлению монархистов провозглашена Республика на Гавайских островах.

### XX век
- 1903 — президент Рузвельт объявил об открытии тихоокеанской линии связи, разослав по кабелю, проложенному по дну Тихого океана, сообщения по всему миру.
- 1906 — Великобритания, Франция и Италия выступили гарантами независимости Эфиопии.
- 1915 — прах автора «Марсельезы» Руже де Лиля перезахоронен в Доме инвалидов в Париже.
- 1918 — в газете «Вольность» помещена заметка «Освобождение Куприна». В начале весны писатель был арестован органами ВЧК за публикацию статьи в защиту великого князя Михаила.
- 1920 — спектаклем «Маугли» открылся Первый Государственный театр для детей, созданный 17-летней Натальей Сац.
- 1924 — начало установления дипломатических отношений между СССР и Албанией.
- 1940 — завершилось присоединение Бессарабии и Северной Буковины к СССР.
- 1941
  - Тело Ленина вывезено из Москвы в Тюмень, где находилось до 1945 года.
  - Немецкими оккупационными войсками казнены представители польской интеллигенции Львова.
  - Большая хоральная синагога Риги (как и все остальные рижские синагоги) была сожжена нацистами.
  - Коммунистическая партия Югославии объявляет о начале партизанской войны против немецко-фашистских захватчиков.
- 1946
  - Кёнигсберг переименован в Калининград.
  - Признана независимость Филиппин.
- 1948 — столкновение в небе над Нортвудом к северу от Лондона Douglas DC-6 Скандинавских авиалиний и Avro York Королевских Военно-воздушных сил. Погибли все 39 пассажиров и членов экипажа обоих самолётов — крупнейшее столкновение в небе Великобритании.
- 1950 — в эфир вышла радиостанция «Свободная Европа».
- 1954 — финал чемпионата мира по футболу 1954: сборная ФРГ обыграла сборную Венгрии со счётом 3:2, хотя к 8-й минуте уступала 0:2
- 1957 — первый полёт пассажирского самолёта Ил-18.
- 1958
  - На атомной подводной лодке К-3 «Ленинский комсомол» впервые запущен атомный реактор.
  - Харьковский тракторный завод выпустил свой 500-тысячный трактор.
- 1959
  - Ямайка получила право внутреннего самоуправления, оставаясь в составе Вест-Индской Федерации.
  - образована компания грамзаписи «Island Records».
- 1960 — на флаге США прибавлена 50-я звезда в честь присоединения Гавайских островов.
- 1961
  - Открытие 7-го Всеармейского совещания комсомольских работников.
  - Авария на советской атомной субмарине К-19.
- 1966 — «Битлз» вызвали скандал на Филиппинах, не прибыв на приём, организованный женой президента страны Имельдой Маркос.
- 1969
  - 140 тысяч человек собрались на поп-фестиваль в Атланте, чтобы увидеть «Led Zeppelin» и Дженис Джоплин. Тогда же выступила группа «Grand Funk Railroad».
  - Джон Леннон объявил журналистам, что создал новую группу «The Plastic Ono Band».
  - Диктатор Испании генерал Франко предложил всем жителям Гибралтара свободно принять испанское гражданство.
- 1972 — в Пхеньяне и Сеуле опубликовано совместное заявление Севера и Юга, подписанное в результате переговоров между официальными представителями КНДР и Южной Кореи и определяющее основные принципы мирного объединения Кореи.
- 1975 — острова Кабо-Верде обрели независимость от Португалии.
- 1976 — Операция «Энтеббе»: израильские спецслужбы освободили заложников в угандийском аэропорту Энтеббе. В ходе перестрелки были убиты 5 израильтян,6 террористов и 23 угандийца. 101 заложник был спасён.
- 1982 — спустя три года после развода с первой женой Оззи Осборн женился вторично на Шэрон Арден (Sharon Arden), дочери своего менеджера. Сегодня у них трое детей, а Шэрон стала его личным менеджером.
- 1986 — президент США Рональд Рейган в присутствии президента Франции Франсуа Миттерана (François Maurice Adrien Marie Mitterrand) торжественно открыл после реконструкции Статую Свободы в Нью-Йорке.
- 1987 — в Москве прошёл 4-й фестиваль «За мир» с участием «The Doobie Brothers», «Santana», «Bonnie Raitt», а также советских рок-групп.
- 1989 — пилот самолёта МиГ-23 ВВС СССР, взлетевшего в Польше, катапультировался на 41-й секунде полёта; неуправляемый самолёт пролетел 900 км и упал в Бельгии после того, как у него кончилось топливо. При падении на земле погиб 1 человек.
- 1991 — в России принят закон об Арбитражном суде.
- 1994 — взятие Кигали Руандийским Патриотическим Фронтом.

### XXI век
- 2001 — под Иркутском разбился самолёт Ту-154М компании Владивосток Авиа, погибли 145 человек.
- 2003 — Туркменбаши запретил поступать в вузы сразу после школы.
- 2004 — сборная Греции по футболу впервые стала чемпионом Европы, обыграв в финале сборную Португалии.
- 2005 — снаряд экспедиции Deep Impact произвёл столкновение с кометой Темпеля 1.
- 2008 — взрыв в Минске[8].
- 2012 — официально объявлено об открытии в ЦЕРНе новой частицы, по свойствам похожей на предсказанный бозон Хиггса[9].
- 2021 — на Филиппинах произошла катастрофа военного самолёта Lockheed C-130 Hercules, погибли 53 человека.

## Родились
См. также: Категория:Родившиеся 4 июля

### До XIX века
- 1477 — Авентин (ум. 1534), баварский учёный-гуманист, историк, филолог, просветитель.
- 1546 — Мурад III (ум. 1595), 12-й султан Османской империи (1574—1595).
- 1610 — Поль Скаррон (ум. 1660), французский писатель-романист, драматург и поэт («Вергилий наизнанку» и др.).
- 1659 — граф Пётр Апраксин (ум. 1728), русский военачальник и государственный деятель, участник Северной войны, сподвижник Петра I.
- 1661 — Иван Бутурлин (ум. 1739), русский генерал, сподвижник Петра I, участник Северной войны.
- 1676 — Хосе Каньисарес (ум. 1750), испанский драматург.
- 1694 — Луи-Клод Дакен (ум. 1772), французский композитор, органист и клавесинист.
- 1753 — Жан-Пьер Франсуа Бланшар (ум. 1809), французский изобретатель и воздухоплаватель; 7 января 1785 г. вместе с американцем Джоном Джеффрисом впервые пересёк Ла-Манш на воздушном шаре.
- 1765 — граф Пьер-Антуан Дюпон де л’Этан (ум. 1840) французский полководец, дивизионный генерал.
- 1782 — Александр Бенкендорф (ум. 1844), российский военный и государственный деятель, шеф жандармов, Главный начальник III отделения (1826—1844).
- 1790 — сэр Джордж Эверест (ум. 1866), британский географ и геодезист, в честь которого назвали Джомолунгму, высочайшую вершину Земли.
- 1799 — Оскар I (урожд. Жозеф-Оскар Бернадот; ум. 1859), король Швеции и Норвегии (1844—1859).

### XIX век
- 1802 — Йозеф Лабицкий (ум. 1881), чешский капельмейстер и композитор музыки для танцев.
- 1804 — Натаниел Готорн (ум. 1864), американский писатель.
- 1807 — Джузеппе Гарибальди (ум. 1882), полководец, политик и революционер, генерал, народный герой Италии.
- 1815 — Павел Федотов (ум. 1852), русский художник, академик живописи, график.
- 1826 — Стивен Фостер (ум. 1864), американский композитор, поэт-песенник и певец.
- 1842 — Герман Коген (ум. 1918), немецкий философ-идеалист.
- 1846 — Иван Жданов (ум. 1901), русский литературовед и фольклорист, академик Петербургской АН.
- 1853 — Эрнст Отто Бекман (ум. 1923), немецкий химик, изобретатель дифференциального термометра.
- 1859 — Шарль Диль (ум. 1944), французский историк, автор многих работ по истории Византии.
- 1868 — Мария Андреева (ум. 1953), русская актриса, общественный и политический деятель.
- 1872 — Гастон Монтегюс (ум. 1952), французский певец, автор песен, общественный деятель.
- 1880 — Стеллан Рюэ (ум. 1914), датский кинорежиссёр, внёсший заметный вклад в развитие раннего немецкого кинематографа.
- 1880 — Войтех Тука (казнён в 1946), премьер министр Первой Словацкой Республики.
- 1883 — Руб Голдберг (ум. 1970), американский рисовальщик мультфильмов, скульптор, писатель, инженер и изобретатель.
- 1884 — Луи Мейер (ум. 1957), американский кинопродюсер, глава кинокомпании Metro-Goldwyn-Mayer.
- 1889 — Джозеф Руттенберг (ум. 1983), американский кинооператор и фотожурналист.
- 1891 — Петро Панч (ум. 1978), украинский советский писатель.
- 1899 — Александр Пирогов (ум. 1964), оперный певец (бас), солист Большого театра, народный артист СССР.
- 1900 — Робер Деснос (ум. 1945), французский поэт, писатель, журналист.

### XX век
- 1902 — Джордж Мерфи (ум. 1992), американский актёр, танцор и политик, лауреат премии «Оскар».
- 1908 — Аурелио Печчеи (ум. 1984), итальянский менеджер (компания Fiat) и общественный деятель.
- 1910 — Глория Стюарт (ум. 2010), американская актриса.
- 1913 — Татьяна Еремеева (ум. 2012), актриса театра и кино, народная артистка РСФСР.
- 1917 — Манолете (погиб в 1947), знаменитый испанский тореро.
- 1918
  - Владимир Библер (ум. 2000), советский и российский философ, культуролог, автор концепции «Диалог культур».
  - Павел Коган (погиб в 1942), советский поэт.
- 1921 — Жерар Дебрё (ум. 2004), американский экономист французского происхождения, лауреат Нобелевской премии (1983).
- 1924 — Эва Мари Сейнт, американская актриса, обладательница премии «Оскар» (1955).
- 1926
  - Альфредо Ди Стефано (ум. 2014), аргентинский и испанский футболист.
  - Ермек Серкебаев (ум. 2013), казахский оперный и камерный певец (баритон), актёр, педагог, народный артист СССР.
- 1927
  - Джина Лоллобриджида (ум. 2023), итальянская актриса.
  - Нил Саймон (ум. 2018), американский драматург и сценарист.
- 1930
  - Фрунзик Мкртчян (ум. 1993), советский и армянский актёр театра и кино, театральный режиссёр, народный артист СССР.
  - Юрий Тюкалов (ум. 2018), заслуженный мастер спорта и заслуженный тренер по академической гребле, двукратный олимпийский чемпион.
  - Штефан Угер (ум. 1993), словацкий кинорежиссёр и сценарист.
- 1939
  - Абду-ль-Азиз Абду-ль-Гани (ум. 2011), премьер-министр Йемена.
  - Адольф Шапиро, советский, латвийский и российский театральный режиссёр и педагог.
- 1940 — Алла Латынина, советский и российский литературовед, литературный критик, журналист.
- 1947 — Лембит Ульфсак (ум. 2017), советский и эстонский актёр театра и кино, кинорежиссёр.
- 1948 — Рене Арну, французский автогонщик, пилот «Формулы-1».
- 1950 — Артём Тарасов (ум. 2017), советский и российский предприниматель, политик, первый в СССР официальный миллионер.
- 1952 — Альваро Урибе, президент Колумбии (2002—2010).
- 1957 — Дмитрий Назаров, актёр театра и кино, телеведущий, народный артист России.
- 1958 — Кирк Пенгилли, австралийский музыкант, автор песен, участник рок-группы INXS.
- 1959 — Игорь Христенко, российский юморист, пародист, актёр театра и кино.
- 1962 — Пэм Шрайвер, американская теннисистка, экс-третья ракетка мира.
- 1963 — Анри Леконт, французский теннисист, экс-пятая ракетка мира.
- 1965 — Хорас Грант, американский баскетболист, 4-кратный чемпион НБА.
- 1966 — Антон Носик (ум. 2017), российский и израильский стартап-менеджер, журналист, общественный деятель, один из «отцов Рунета».
- 1971 — Кейт Дики, шотландская театральная, телевизионная и киноактриса («Игра престолов», «Прометей»).
- 1975 — Армен Гаспарян, российский журналист, радиоведущий, писатель, публицист, общественный деятель.
- 1976 — Евгения Медведева-Арбузова, российская лыжница, чемпионка и бронзовый призёр Олимпийских игр (2006).
- 1978 — Эмиль Мпенза, бельгийский футболист.
- 1981 — Юлия Зимина, российская телеведущая и актриса.
- 1994
  - Эра Истрефи, косоварская певица и автор-исполнитель.
  - Александр Смирнов, российский рэп-исполнитель и автор песен.
- 1996 — Жюстин Брезаз-Буше, французская биатлонистка, олимпийская чемпионка (2022) и многократная чемпионка мира.
- 1997 — Даниель Дуйшебаев, испанский гандболист, двукратный чемпион Европы.

### XXI век
- 2003 — Полина Богусевич, российская певица.

## Скончались
См. также: Категория:Умершие 4 июля

### До XIX века
- 1546 — Хайреддин Барбаросса (р. 1475), османский корсар, флотоводец и вельможа, адмирал, правитель Алжира (1525—1546).
- 1761 — Сэмюэл Ричардсон (р. 1689), английский писатель.

### XIX век
- 1826
  - Джон Адамс (р. 1735), первый вице-президент и второй президент США (1797—1801).
  - Томас Джефферсон (р. 1743), 3-й президент США (1801—1809), один из авторов Декларации независимости.
- 1829 — Иероним Кирилов (в миру Иван; р. 1765) — архимандрит РПЦ; ректор Пермской семинарии и Томского уездного и Томского приходского духовных училищ.
- 1831 — Джеймс Монро (р. 1758), 5-й президент США (1817—1825).
- 1848 — Франсуа Рене де Шатобриан (р. 1768), французский писатель и политик.
- 1851 — Карл Фридрих фон Ледебур (р. 1785), немецкий учёный, педагог и путешественник на русской службе.

### XX век
- 1902 — Вивекананда (р. 1863), индийский философ и общественный деятель.
- 1905 — Элизе Реклю (р. 1830), французский географ и историк, анархист, участник Парижской коммуны.
- 1910 — Джованни Вирджинио Скиапарелли (р. 1835), итальянский астроном.
- 1913 — Надежда Забела-Врубель (р. 1868), русская певица (сопрано), жена и муза М. А. Врубеля.
- 1921 — Антоний Грабовский (р. 1857), польский инженер-химик, поэт.
- 1934
  - Мария Кюри (р. 1867), французский физик и химик, лауреат Нобелевской премии по физике (1903) и по химии (1911).
  - Хаим Нахман Бялик (р. 1873), еврейский писатель.
- 1939 — Луис Уэйн (р. 1860), английский художник.
- 1941 — погиб Степан Супрун (р. 1907), советский лётчик-испытатель и истребитель, дважды Герой Советского Союза.
- 1946 — Отенио Абель (р. 1875), австрийский палеонтолог.
- 1948 — Монтейру Лобату (р. 1882), бразильский писатель, переводчик, художественный критик.
- 1964 — Самуил Маршак (р. 1887), советский поэт, драматург, переводчик, критик.
- 1969 — погиб Михаил Хергиани (р. 1932), советский альпинист, семикратный чемпион СССР.
- 1970 — Барнетт Ньюман (р. 1905), американский художник-абстракционист.
- 1992
  - Астор Пьяццолла (р. 1921), аргентинский музыкант и композитор.
  - Людмила Целиковская (р. 1919), актриса театра и кино, народная артистка РСФСР.
  - Степан Ожигин (р. 1916), театральный актёр, народный артист РСФСР.
- 1993 — Роман Качанов (р. 1921), режиссёр, сценарист, один из основателей советской кукольной мультипликации.
- 1995 — Боб Росс (р. 1942), американский художник, преподаватель рисования и телеведущий.
- 1997 — Бенгт Даниельссон (р. 1921), шведский этнограф, участник экспедиции на плоту «Кон-Тики».
- 1998
  - Виктор Корецкий (р. 1909), советский график, художник-плакатист.
  - Януш Пшимановский (р. 1922), польский писатель, поэт, публицист.
- 2000 — Юрий Клинских (Хой) (р. 1964), лидер группы «Сектор газа».

### XXI век
- 2003 — Барри Уайт (р. 1944), американский певец.
- 2005
  - Кристофер Банч (р. 1943), американский писатель.
  - Марга Лопес (р. 1924), мексиканская актриса.
- 2006 — Андрей Краско (р. 1957), российский актёр театра и кино.
- 2008 — Томас М. Диш (р. 1940), американский писатель-фантаст.
- 2011 — Отто фон Габсбург (р. 1912), кронпринц Австро-Венгрии.
- 2017
  - Даниил Гранин (р. 1919), русский писатель, киносценарист, общественный деятель.
  - Светлана Кармалита (р. 1940), советский и российский киносценарист, лауреат Государственной премии СССР.
- 2020 — Бхактичару Свами (р. 1945), кришнаитский религиозный деятель ученик Бхактиведанты Свами Прабхупады.
- 2025
  - Лидия Семёнова (р. 1951), советская и украинская шахматистка, гроссмейстер (1982) среди женщин; тренер.
  - Марк Сноу (имя при рождении  Мартин Фалтерман  р. 1946), американский композитор, специализирующийся на фильмах и телевидении.

## Приметы
- Терентий. В этот день зацветает липа, чай из золотистых лепестков которой защищает от простуды[10].